# Tanaka Aszuna
Tanaka Aszuna (田中 明日菜; Hepburn: Tanaka Asuna) (Szakai, 1988. április 23. –) japán válogatott labdarúgó.

## Klub
A labdarúgást a Tasaki Perule FC csapatában kezdte. 2009-ben az INAC Kobe Leonessa csapatához szerződött. 80 bajnoki mérkőzésen lépett pályára és 15 gólt szerzett. 2013 és 2014 között Németországban játszott. A Frankfurt csapatában játszott. 2014-ben visszatért Japánba az INAC Kobe Leonessa csapatához. 2018-ban a Gyeongju KHNP csapatához szerződött.

## Nemzeti válogatott
A japán U20-as válogatott tagjaként részt vett a 2008-as U20-as világbajnokságon.
2011-ben debütált a japán válogatottban. 
A japán válogatott tagjaként részt vett a 2011-es világbajnokságon, a 2015-ös világbajnokságon és a 2012. évi nyári olimpiai játékokon. 
A japán válogatottban 39 mérkőzést játszott.

## Statisztika
| Japán válogatott | Japán válogatott | Japán válogatott |
| Időszak          | Mérk.            | gól              |
| ---------------- | ---------------- | ---------------- |
| 2011             | 6                | 2                |
| 2012             | 13               | 1                |
| 2013             | 9                | 0                |
| 2014             | 2                | 0                |
| 2015             | 6                | 0                |
| 2016             | 3                | 0                |
| Összesen         | 39               | 3                |

## Sikerei, díjai
Japán válogatott
- Olimpiai játékok:  Ezüst; 2012
- Világbajnokság:  Arany; 2011,  Ezüst; 2015

Klub
- Japán bajnokság: 2011, 2012

Egyéni
- Az év Japán csapatában: 2011, 2012